# Constantin von Economo

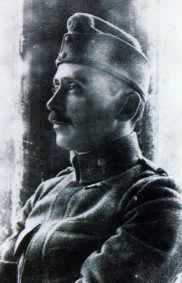
Constantin von Economo

Constantin von Economo (Constantin Alexander Economo Freiherr (Barão) von San Seriff) (Brăila, 21 de agosto de 1876 — Viena, 21 de outubro de 1931) foi um neurologista romeno radicado em Trieste, à época Império Áustro-Húngaro.
Constantin von Economo descreveu em detalhe os sintomas, patologia e histologia da encefalite letárgica em 1917; a doença é possivelmente conhecida desde Hipócrates.
O dano ao tecido cerebral provocado pela doença é semelhante ao da doença de Parkinson; sabe-se que ocorre inflamação da matéria cinza e da substância negra.